# Щелевой барабан
Щелевой барабан — ударный музыкальный и сигнальный инструмент, распространённый в азиатской, африканской, северо- и южноамериканской, а также океанийской музыкальных традициях; изготовляется из ствола дерева или бамбука путём проделывания одного или нескольких длинных отверстий на корпусе и выдалбливания либо выжигания сердцевины при необходимости.
Размер щелевых барабанов варьирует от небольших полых стволов бамбука менее метровой длины до крупных брусьев размерами до 6×2 метра, на которых играет сразу несколько человек. Исполнители ударяют по разным частям корпуса барабана палками, либо ногами, при этом, если толщина древесины на нём неравномерна, в зависимости от места приложения удара получается звук разного тембра.
Часто используются в ритуальной музыке и для сигнализации (часовыми и для передачи сообщений в соседние деревни на большие расстояния), тембр инструмента может передавать тоны языка, как у игбо. В XX веке китайские разновидности были освоены западной оркестровой музыкой.
Щелевые барабаны встречаются по всей Южной и Восточной Азии, от восточной части Ассама до Индонезии и далее на тихоокеанских островах; в Африке они распространены от Англолы и Замбии до Мали и Сенегала. В Мезоамерике использовались барабаны с Н-образным отверстием (тепонацтль у ацтеков, тункул у майя и другие), также имеются сведения об их использовании на Кубе, в Коста-Рике, Эквадоре и Перу. В китайской музыке к щелевым барабанам относят ритуальные инструменты тэмпл-блок (разновидность деревянной коробочки) и деревянную рыбу. Развитием последнего инструмента стал набор деревянных рыб разного тембра, объединённых в один инструмент.

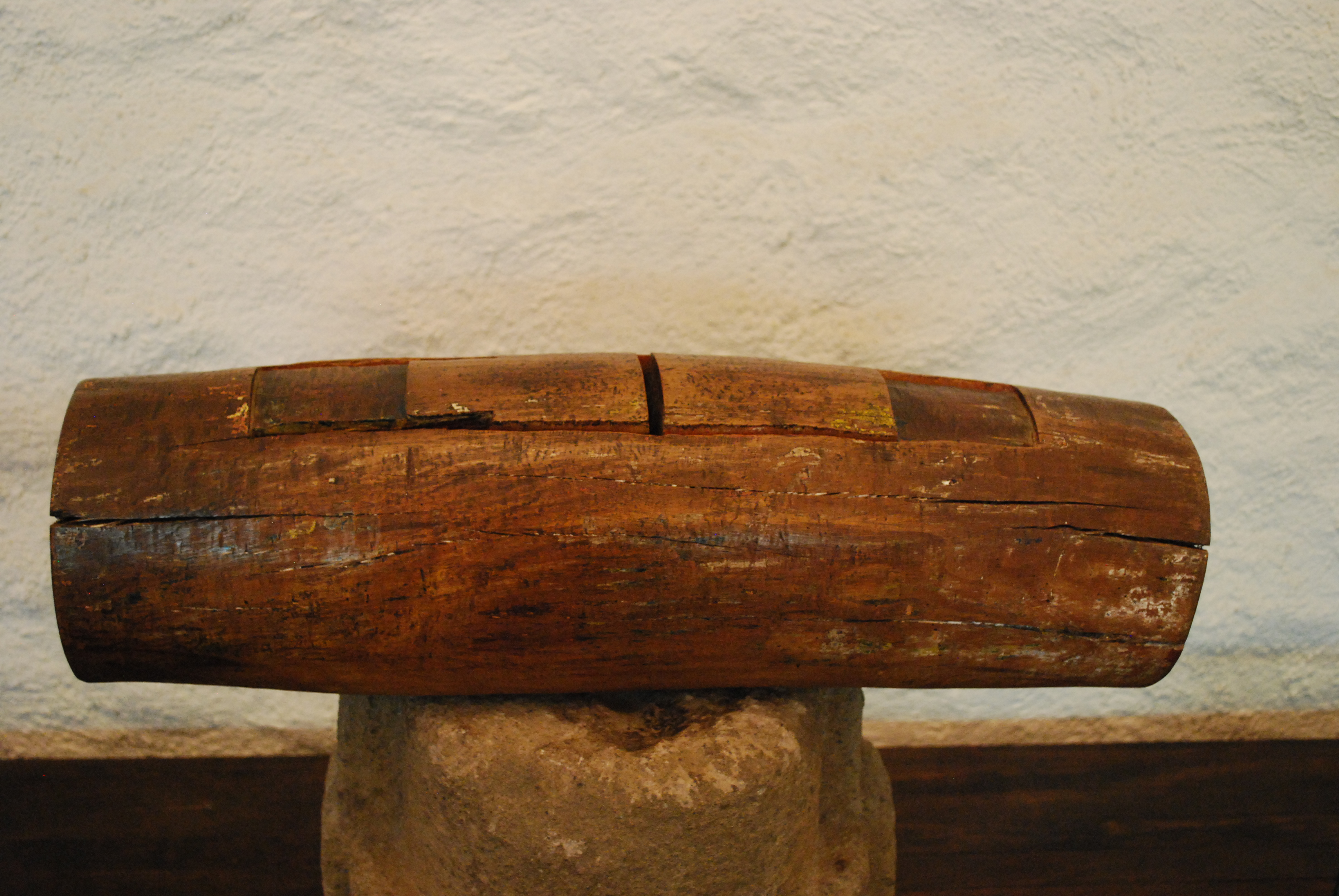
Ацтекский барабан «тепонацтль»
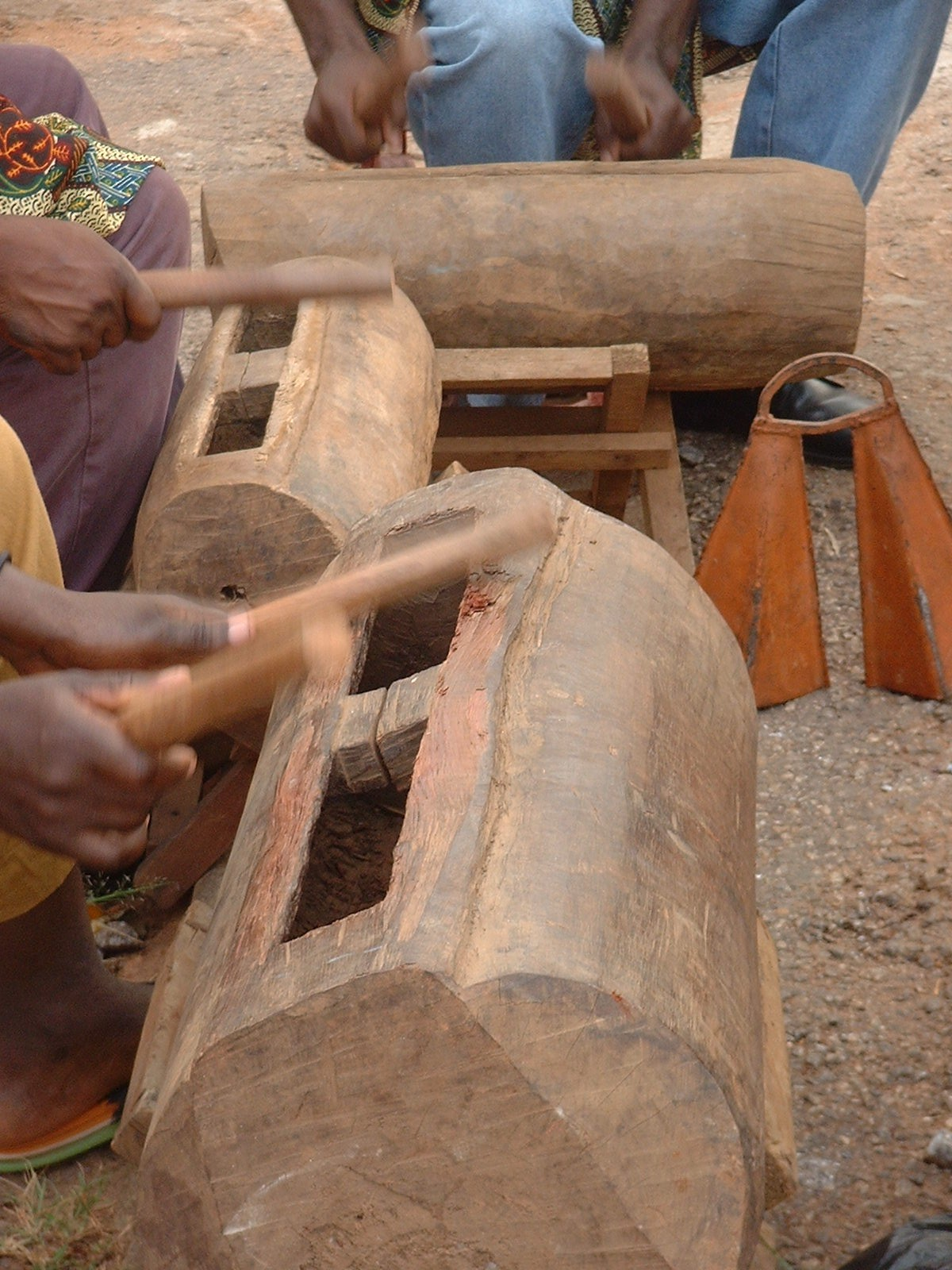
Камерунские тамтамы народа бамилеке
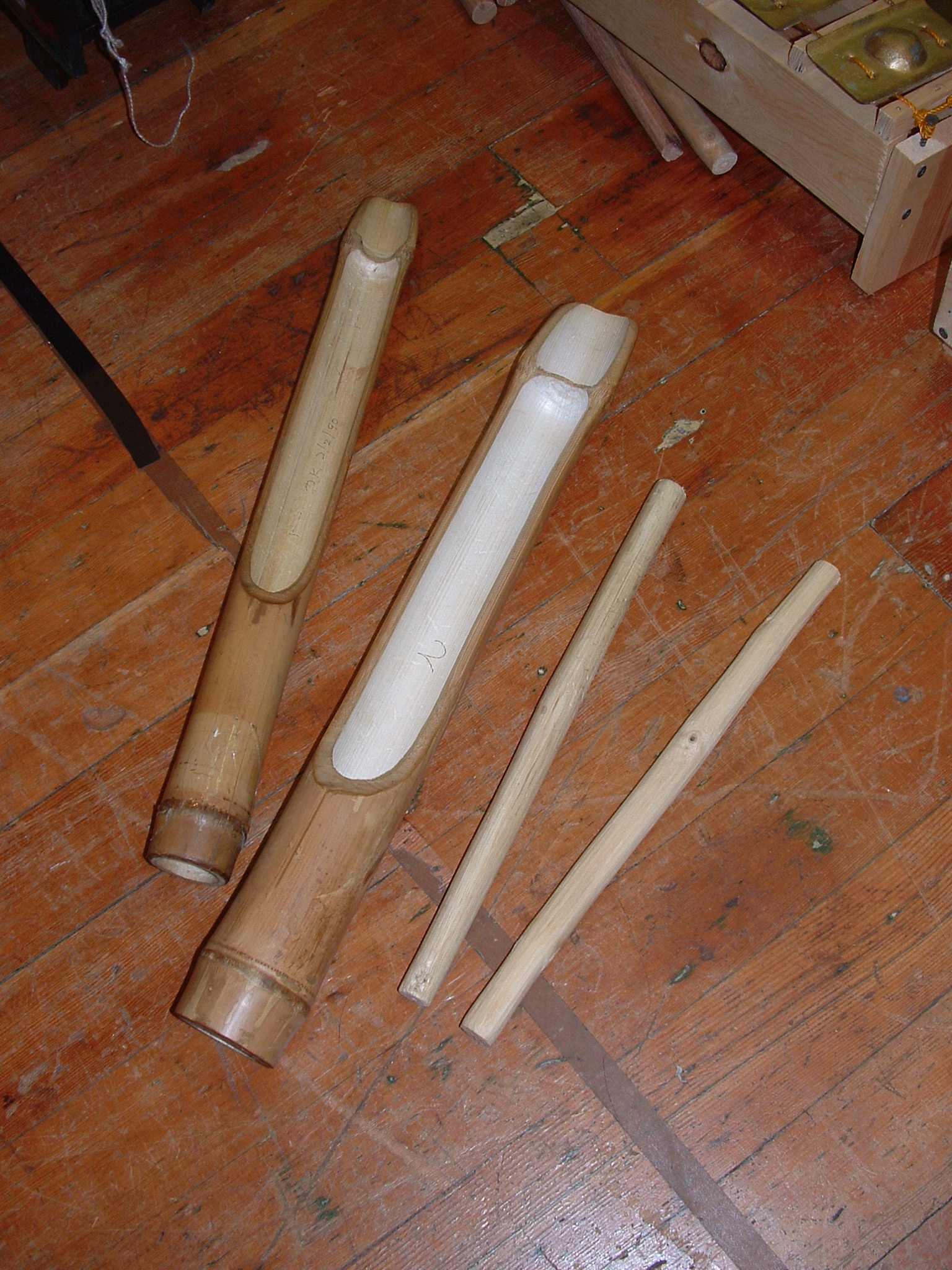
Филиппинский барабан «агунг а тамланг»[англ.]
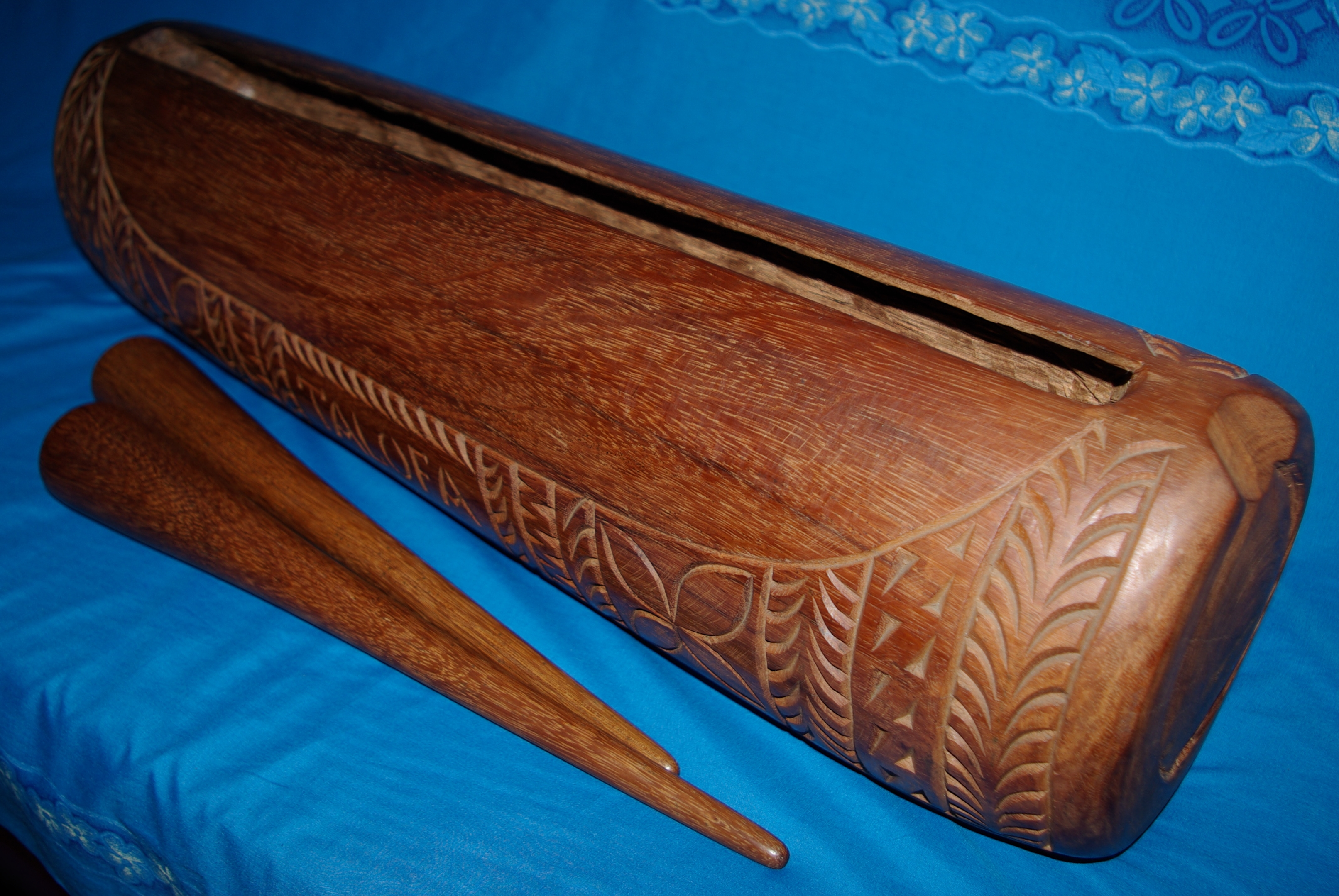
Самоанский барабан «пате»